# 김희태
김희태(한국 한자: 金喜泰, 1953년 7월 10일 ~ )는 대한민국의 축구 선수, 지도자로 현역 시절 포지션은 수비수이다. 대신고, 연세대, 주택은행, 대우 로얄즈(현 부산 아이파크)에서 활약했다. 아주대, 명지대, 대우 로얄즈 감독과 국가대표 코치를 역임한 후, 현재 김희태 축구센터(일동고, 일동중, 이동중) 총 감독을 맡고 있다. 박지성과 안정환 등을 발굴한 스타메이커이다.

## 선수 생활
대신중, 대신고, 연세대를 거치며 빠른 발과 투지를 앞세워 국내에서 유일하게 차범근을 막을 수 있는 수비수로 이름을 날렸다. 최연소 국가대표 선수로 발탁돼 1974년 FIFA 월드컵 최종예선 호주전에 참가하나 아쉽게 본선 진출에 실패한다. 공군 축구단에서 차범근 등과 함께 군생활을 마쳤고, 주택은행과 대우 로얄즈에서 활동하며 선수 생활을 마쳤다.

## 지도자 생활
선수를 은퇴한 후, 대우 로얄즈 트레이너, 아주대 코치, 대우 로얄즈 코치, 아주대 감독, 대우 로얄즈(현 부산 아이파크)감독 순으로 지도자 코스를 밟으며 성공적인 지도자 생활을 보냈다.
대우 로얄즈 코치 시절, 정해원, 이태호, 김주성 등의 선수를 앞세워 대우 로얄즈의 전성기를 만들었다. 아주대 감독 시절은 안정환, 우성용, 이민성, 신범철 등을 발굴해 전국대학선수권대회, 춘계, 추계 축구연맹전을 연달아 제패하는 전대미문의 기록을 세운다.
이에 대우 로얄즈 감독으로 초빙되어 최하위권을 맴돌던 팀을 아디다스컵 3위로 올려놓았으나 전기리그 4위에 그친 것 뿐 아니라 프런트와의 마찰 탓인지 1995년 전기리그 종료 뒤 중도하차했고 이후 명지대 감독으로 자리를 옮겼다.
명지대 감독직을 수락하기 전, 대학 총장에게 "우수한 선수를 발굴해낸다면 성적이 좋지 않아도 된다"는 확답을 듣는다. 이후, 박지성, 손대호, 정광민, 박재홍 등의 선수를 발굴하며 대한민국 축구에 기여했고 1996년 말 대우 감독 복귀설이 있었으나 프런트와의 마찰로 팀을 떠난 과거 탓인지 불발됐으며 안양 LG(현 FC 서울) 감독 물망에도 올랐지만 대학 잔류를 선택하여 무산됐다.
2002년 FIFA 월드컵을 마친 후, 고향인 포천으로 돌아가 김희태 축구센터를 설립, 선진 유소년 축구 시스템을 구축한다. 일동초, 일동중, 일동고 등 초중고를 포괄하는 선진 축구 클럽형 센터를 설립했고, 현재는 일동중, 이동중, 일동고의 축구부를 운영하고 있다.

## 학력
- 대신고등학교 졸업 (1973년 1월)
- 연세대학교 체육학과 졸업 (1977년 2월)
- 연세대학교 교육대학원 체육학 교육학 석사 (1985년 8월)

## 교수 이력
- 연세대학교, 아주대학교, 수원대학교 교양체육 강사 (1985년 9월 - 1986년 12월)
- 명지대학교 경기지도학과 강사 (1996년 9월 - 2000년 2월)
- 명지대학교 겸임교수 - 부교수 (2000년 3월 - 2003년 2월)

### 선수 경력
- 대신 중ㆍ고등학교 축구부 선수 (1967년 3월 - 1973년 2월)
- 연세대학교 축구부 선수 (1973년 3월 - 1977년 2월)
- 주택은행 축구단 선수 (1977년 3월 - 1981년 3월)
- 대한민국 공군 축구단 선수 (1977년 6월 - 1979년 10월)
- 대우 로얄즈 선수 (1981년 4월 - 1983년 10월)

### 국가대표 선수 경력
- 청소년 국가대표 선수 (1973년 4월)
- 국가대표 충무팀 선수 (1973년 6월)
- 국가대표 화랑팀 (대표1진) 선수 (1973년 8월 - 1979년)

### 지도자 경력

#### 아주대학교 축구부 코치 (1983년 11월)
- 전국체전 대학부(우승) (1984년 10월)
- 전국 추계 대학축구 연맹전(우승) (1984년 11월)
- 전국 춘계 대학축구 연맹전(우승) (1985년 5월)

#### 대우 로얄즈 코치 (1987년 1월)
- 한국프로축구 리그전(우승) (1987년 11월)
- 전국 축구선수권 대회 왕중왕전(우승) (1989년 11월)

#### 대한민국 축구 국가대표팀 코치 (1990년 8월)
- 제1회 북경 다이너스티컵(우승) (1990년 8월)
- 북경 아시안 게임(3위) (1990년 10월)
- 남북 통일 축구대회(평양, 서울) (1990년 10월)

#### 아주대학교 축구부 감독 (1991년 1월)
- 전국 대학축구 선수권 대회(우승) (1993년 10월)
- 전국 춘계대학 축구연맹전(우승) (1994년 4월)
- 대한민국 대학축구 선발팀 감독 (1994년 8월)
- 전국 추계대학 축구연맹전(우승) (1994년 9월)

### 자격증, 연수, 수상
- 1급 축구코치 자격증 (대한축구협회) (1984년 12월 4일)
- 경기 지도자 2급 자격증 (체육부장관) (1984년 12월 14일)
- 중등학교 2급 정교사 교원자격증 (문교부장관) (1985년 8월 1일)
- 경기지도자 연수원 2급 정규과정 수료(한국체육대학 경기지도자연수원) (1984년 12월 8일)
- FIFA/OLYMPIC SOLIDARITY COACHING COURSE (IOC) (1986년 8월 30일)
- FIFA COACH ACADEMY (AFC) (1990년 11월)
- 공로표창장 수상 (대한민국 공군참모총장) (1979년 1월 8일)
- 대한민국 체육훈장 백마장 수상 (1979년 3월 9일)
- 대통령 표창장 수상 (1990년 12월 31일)
- 제48회 전국 대학 축구선수권 대회 지도상 수상 (대한축구협회) (1993년 10월 28일)
- 전국 춘계 남ㆍ여 대학 축구 연맹전 지도상 수상 (한국대학축구연맹) (1994년 4월 1일)
- 전국 추계 남ㆍ여 대학 축구 연맹전 지도상 수상 (한국대학축구연맹) (1994년 9월 2일)
- 포천시 문화상 체육부문 수상 (2007년 10월 19일)

### 기타 경력
- 일간스포츠, OSEN 축구 전문 해설위원 (1991년 - 현재)
- 한국대학축구연맹 기술위원 (1998년 - 2002년)
- 대한축구협회 기술위원 (1999년 - 2000년)
- 대한축구협회 한ㆍ일 월드컵 대비 축구발전위원회 위원 (1999년 - 2002년)
- 김희태 축구센터 운영(사단법인 한국청소년축구센터) (2002년 7월 - 현재)
- (사)한국유소년축구클럽연합회 회장 취임 (2009년 12월 - 현재)